# Lorado Taft

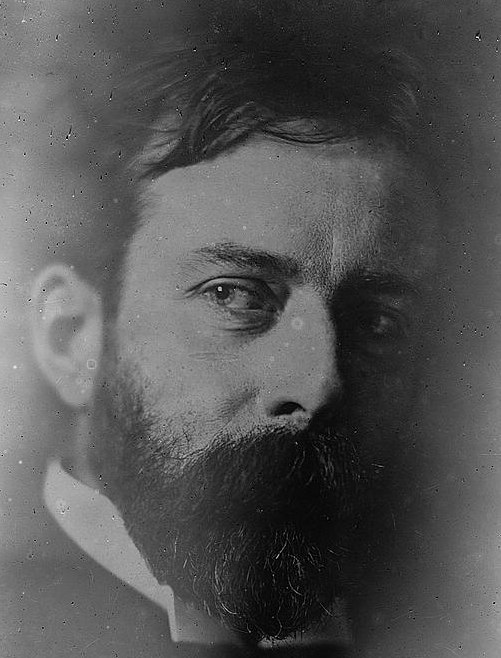
Lorado Taft

Lorado Taft, född 29 april 1860 i Elmwood, Illinois, död 30 oktober 1936 i Chicago, var en amerikansk skulptör. Han utbildade sig vid University of Illinois at Urbana-Champaign innan han flyttade till Paris där han studerade skulptur vid École nationale supérieure des Beaux-Arts åren 1880–1883. Han flyttade tillbaka till Förenta staterna 1886 och fick tjänst som lärare vid School of the art institute of Chicago, där han förblev till 1929.
Till hans mest framträdande verk hör den monumentala Fountain of Time i Chicagos Washington Park och Columbus Fountain vid Union Station i Washington D.C.

## Bildgalleri

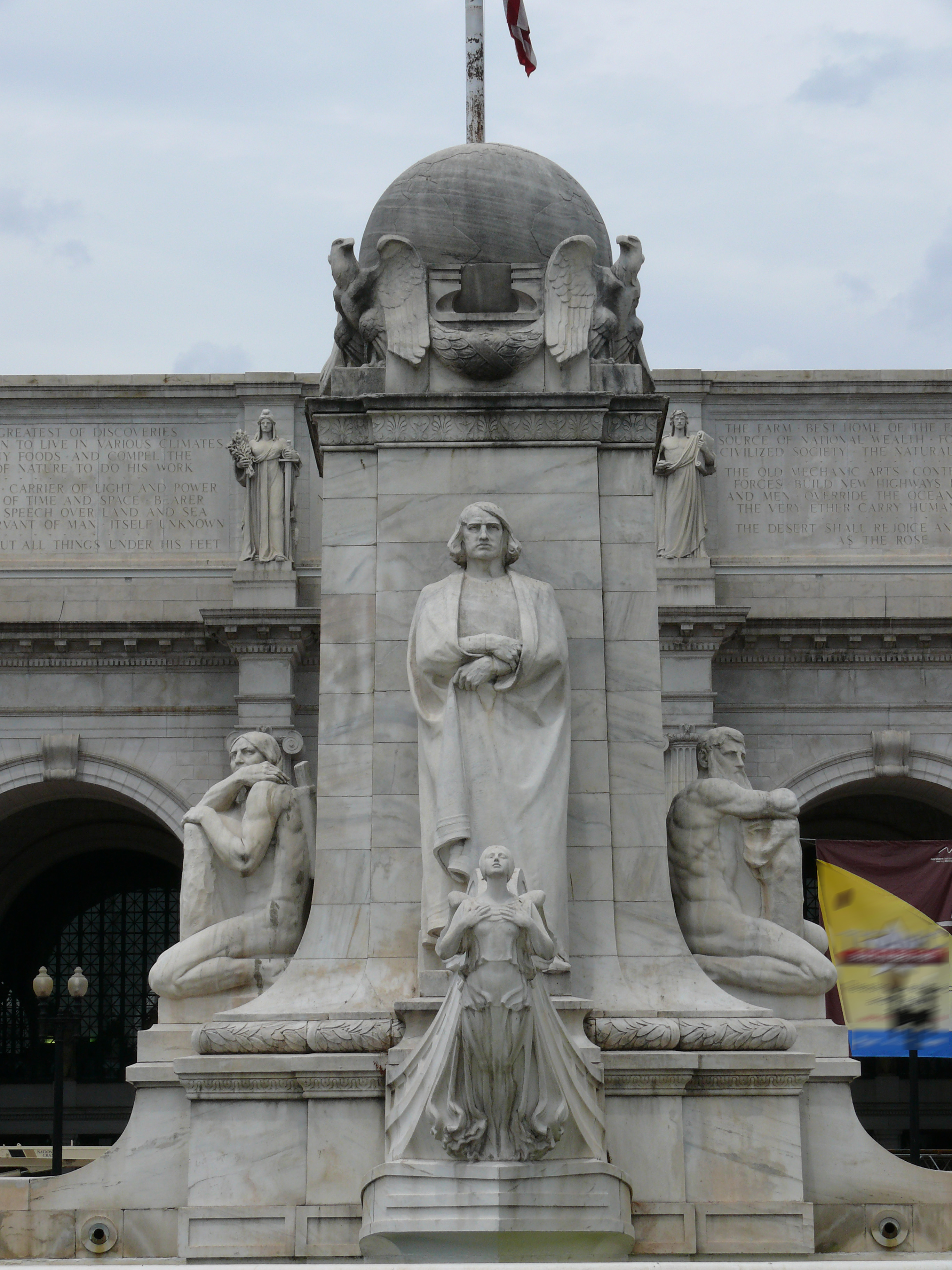
Columbus Fountain, 1912
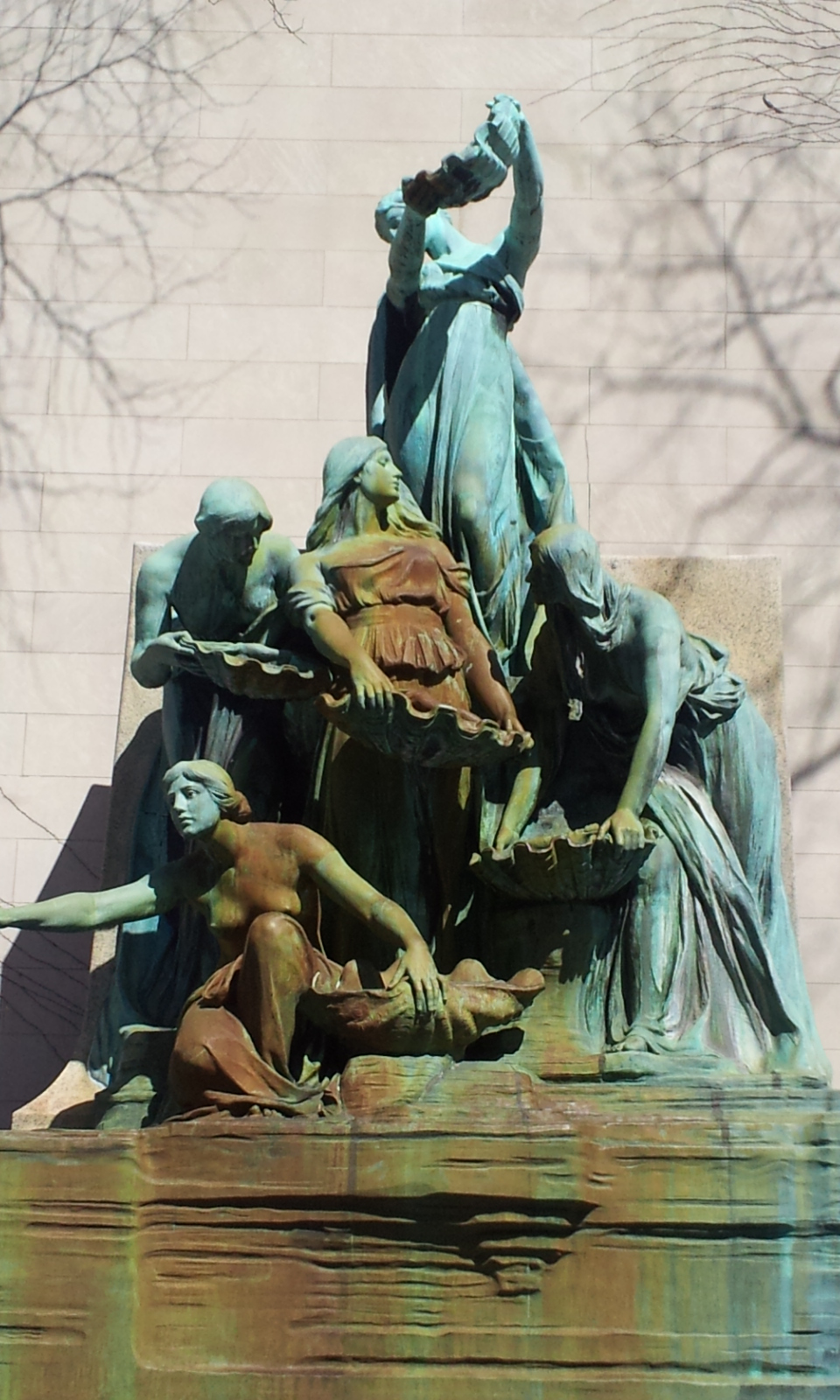
Fountain of the Great Lakes, 1907–1913
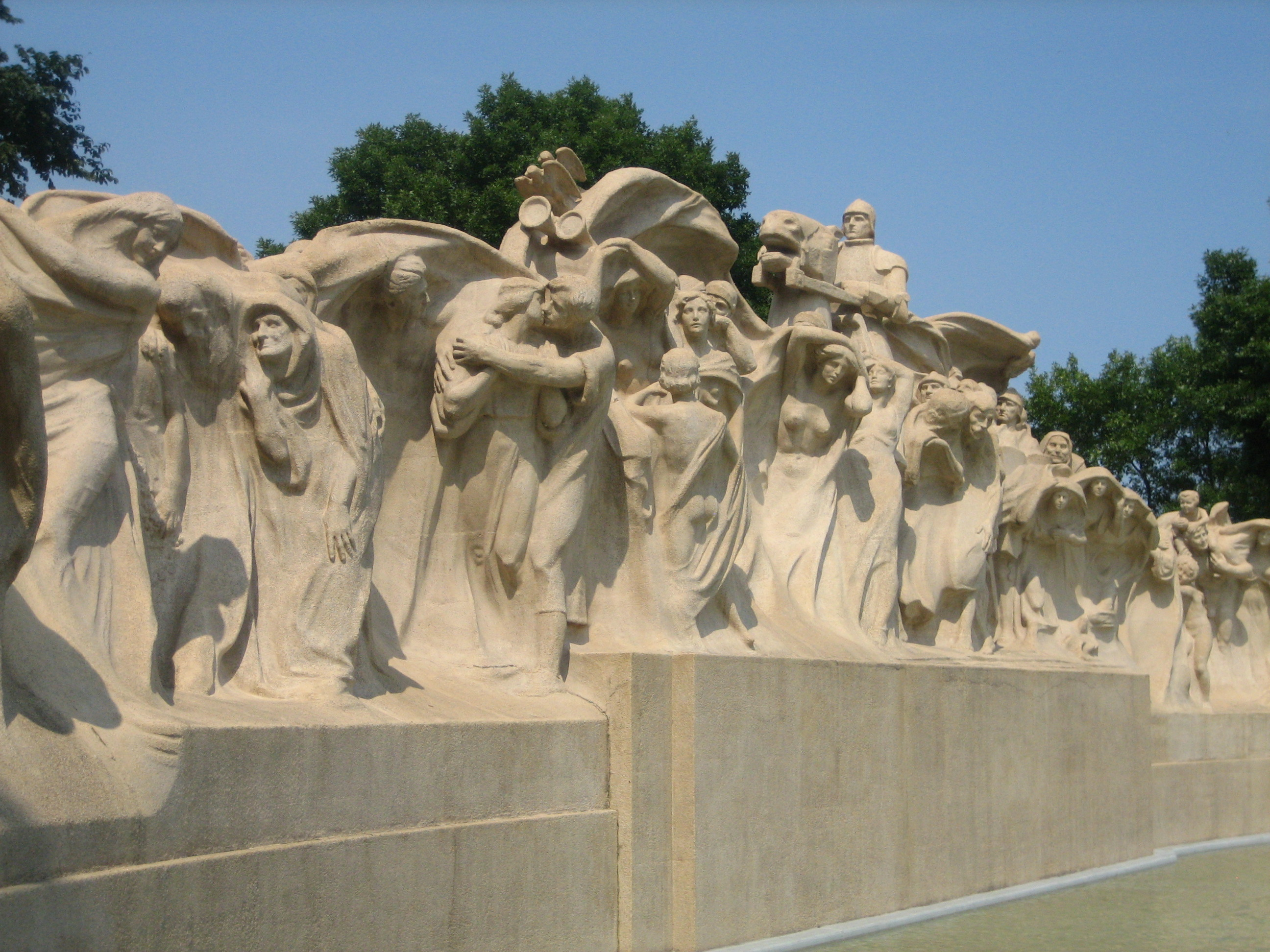
Fountain of Time, 1911–1922
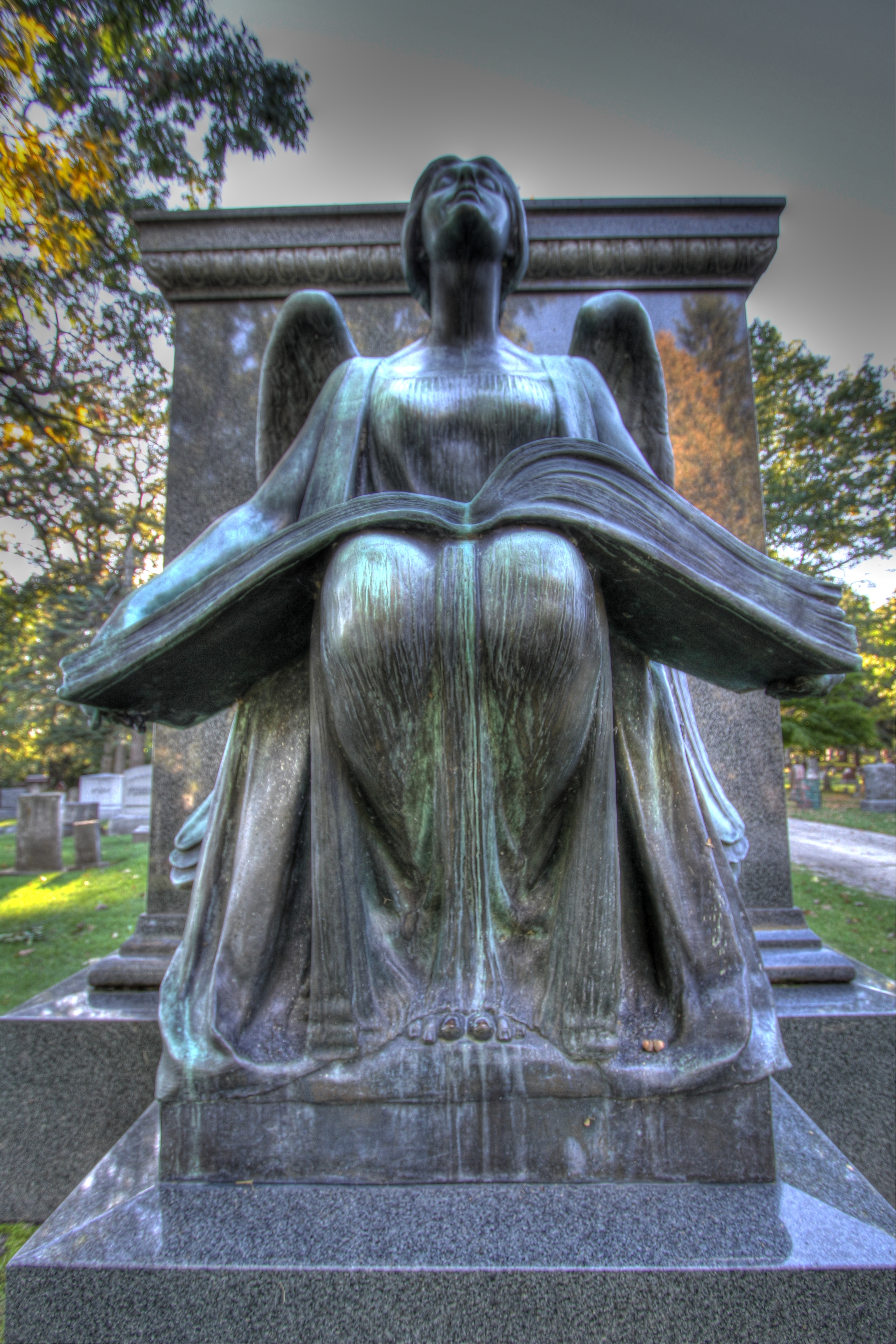
The Recording Angel, 1923
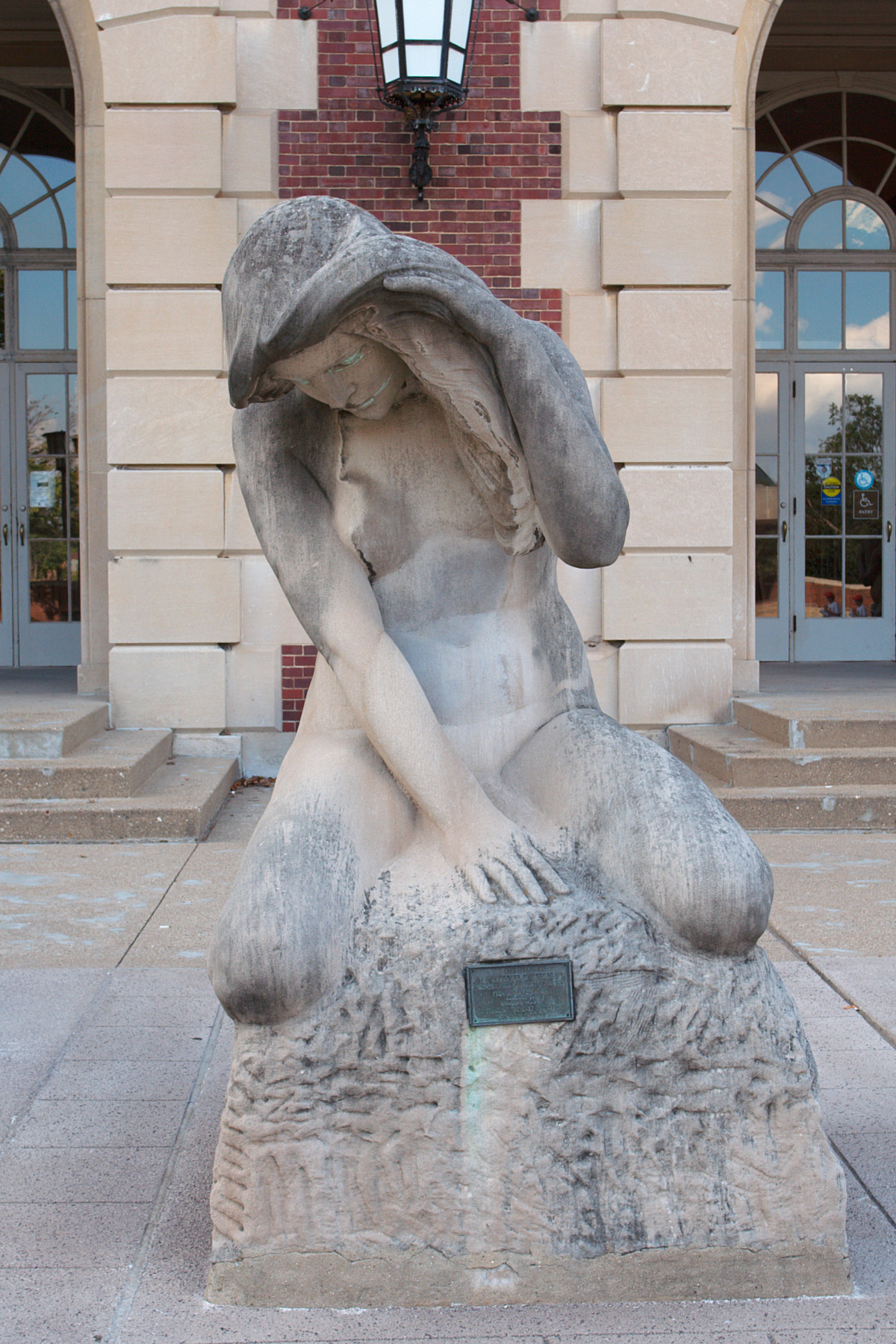
Del av den ofullbordade Fountain of Creation, 1933